# Prerowstrom (Werefkin)
Prerowstrom ist der Titel eines Gemäldes, das die russische Künstlerin Marianne von Werefkin 1911 malte. Das Werk gehört zum Bestand des Lenbachhauses. Es wurde 1989 als Geschenk übergeben und trägt die Inventarnummer G 17439. Das Gemälde stammt aus dem Nachlass des Kunsthistorikers Franz Stadler (1877–1959).

## Technik und Maße
Bei dem Gemälde handelt es sich um eine Temperamalerei auf Karton, 55 × 74,2 cm.

## Ikonographie

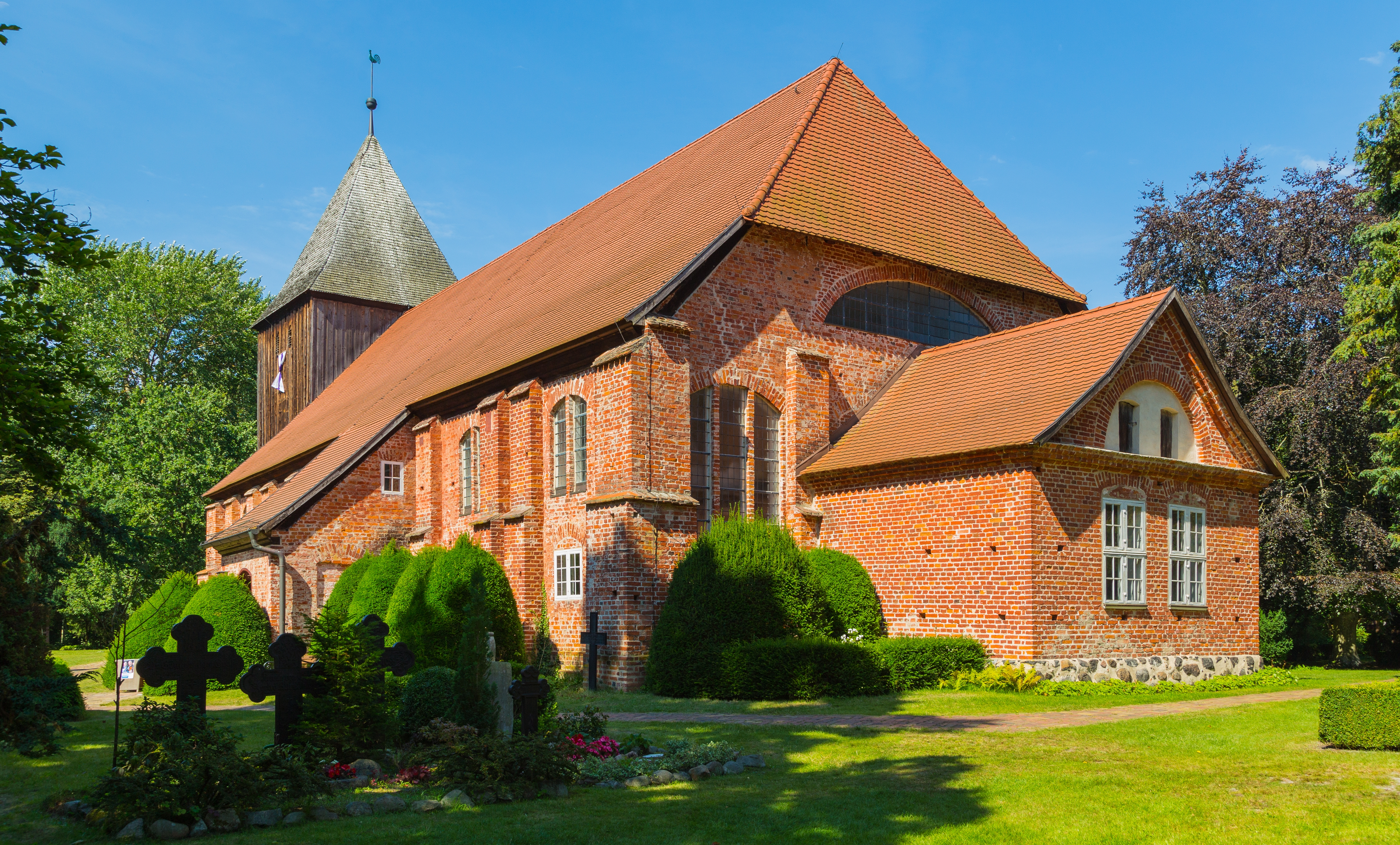
Die Seemannskirche von Prerow

Dargestellt ist der Prerowstrom, ein „Fahrwasser vom Barther Bodden bis Prerow im preuß. Regez. Stralsund, es trennt die ehem. Insel Zingst von der Halbinsel Darß, […] es ist 9,4 km lang und hat eine mittlere Tiefe von 2,2 m“. Über den Strom führen zwei einfache Brücken ohne Geländer. Gesäumt wird das Seegatt im Wesentlichen von Schilf, des Weiteren von Buschwerk. „In einem Knie des Prerowstroms befindet seit alters her der Kirchenort“, auf dem die Seemannskirche von Prerow mit ihrem Turm erbaut wurde. Zu Werefkins Zeiten erhoben sich dort ziemlich hohe Bäume, so dass der Turm schon damals von See her nicht mehr zu sehen war. Er war ehemals eine wichtige Landmarke, die 1911 auch von Alexej von Jawlensky gemalt wurde. Ein Fünftel des oberen Bildrandes nimmt ein bedeckter Himmel ein.